# Medaillespiegel van de Olympische Zomerspelen 1896

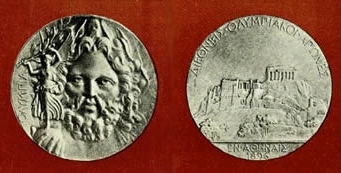
De zilveren medaille zoals die aan de olympisch kampioenen werd uitgereikt

Deze pagina geeft de medaillespiegel van de Olympische Zomerspelen 1896 in Athene.
Tijdens deze eerste Spelen kreeg de winnaar een zilveren medaille. De nummer twee kreeg brons. Voor de derde plaats lag er geen medaille klaar.
Het IOC heeft echter besloten om in alle medailleoverzichten te werken volgens de huidige methode, namelijk goud voor de winnaar, zilver voor de nummer twee en brons voor de nummer drie. Dit om vergelijkingen tussen de verschillende edities te vergemakkelijken.
Volgens de moderne benadering zouden er 122 medailles zijn uitgereikt. Het IOC stelt officieel geen medailleklassement op, maar geeft desondanks een medailletabel ter informatie. In het klassement wordt eerst gekeken naar het aantal gouden medailles, vervolgens de zilveren medailles en tot slot de bronzen medailles.
Omdat zoals eerder gemeld de derde plaats in 1896 niets opleverde, zijn er op bepaalde onderdelen geen wedstrijden meer gehouden om de derde plaats te bepalen. Dit verklaart het lagere aantal bronzen medailles in onderstaande tabel. Bovendien telde de schermdiscipline floret voor schermleraren maar twee deelnemers.
In het klassement wordt eerst gekeken naar het aantal gouden medailles, vervolgens de zilveren medailles en tot slot de bronzen medailles. In de tabel heeft het gastland heeft een blauwe achtergrond. Het grootste aantal medailles in elke categorie is vetgedrukt.
| Plaats | Land             | NOC    | Goud | Zilver | Brons | Totaal |
| ------ | ---------------- | ------ | ---- | ------ | ----- | ------ |
| 1      | Verenigde Staten | USA    | 11   | 7      | 2     | 20     |
| 2      | Griekenland      | GRE    | 10   | 17     | 19    | 46     |
| 3      | Duitsland        | GER    | 6    | 5      | 2     | 13     |
| 4      | Frankrijk        | FRA    | 5    | 4      | 2     | 11     |
| 5      | Groot-Brittannië | GBR    | 2    | 3      | 2     | 7      |
| 6      | Hongarije        | HUN    | 2    | 1      | 3     | 6      |
| 7      | Oostenrijk       | AUT    | 2    | 1      | 2     | 5      |
| 8      | Australië        | AUS    | 2    | 0      | 0     | 2      |
| 9      | Denemarken       | DEN    | 1    | 2      | 3     | 6      |
| 10     | Zwitserland      | SUI    | 1    | 2      | 0     | 3      |
| 11     | Gemengd team(1)  | ZZX    | 1    | 1      | 1     | 3      |
| Totaal | Totaal           | Totaal | 43   | 43     | 36    | 122    |

(1)Gecombineerde teams van deelnemers uit verschillende landen speelden in het dubbelspel van het tennistoernooi. De medailles die dergelijke teams wonnen, zijn niet toegekend aan de landen waaruit de spelers afkomstig waren, maar worden toegerekend aan het "gemengd team".
Van de veertien deelnemende landen werden geen medailles gewonnen door Bulgarije, Chili, Italië en Zweden.
Medaillespiegel Olympische Spelen aller tijden · Medaillespiegel Zomerspelen aller tijden · Medaillespiegel Winterspelen aller tijden
Medaillespiegel Zomerspelen
1896 · 1900 · 1904 · 1906 · 1908 · 1912 · 1920 · 1924 · 1928 · 1932 · 1936 · 1948 · 1952 · 1956 · 1960 · 1964 · 1968 · 1972 · 1976 · 1980 · 1984 · 1988 · 1992 · 1996 · 2000 · 2004 · 2008 · 2012 · 2016 · 2020 · 2024

Medaillespiegel Winterspelen

1924 · 1928 · 1932 · 1936 · 1948 · 1952 · 1956 · 1960 · 1964 · 1968 · 1972 · 1976 · 1980 · 1984 · 1988 · 1992 · 1994 · 1998 · 2002 · 2006 · 2010 · 2014 · 2018 · 2022
Atletiek · Gewichtheffen · Schermen · Schietsport · Tennis · Turnen · Wielersport · Worstelen · Zwemmen